# Louis Mermillod
Louis Mermillod (* 13. September 1894 in Genf; † unbekannt) war ein Schweizer Radrennfahrer.

## Sportliche Laufbahn
Mermillod war Bahnradsportler. Er war Teilnehmer der Olympischen Sommerspiele 1924 in Paris. Im Sprint schied er in der Vorrunde aus. 
1913 (hinter Louis Jacquier) und 1915 (hinter Ernst Kaufmann) wurde er Zweiter der nationalen Meisterschaft im Sprint der Amateure. 1924 und 1925 konnte er den Titel gewinnen.

## Berufliches
Nach seiner aktiven Karriere führte er ein Fahrradgeschäft in Genf und war einige Jahre Präsident des Genève Bicycle Clubs.